# Acianthera bahorucensis
Acianthera bahorucensis é uma espécie de orquídea nativa da República Dominicana .